# St. Joseph (Greifswald)

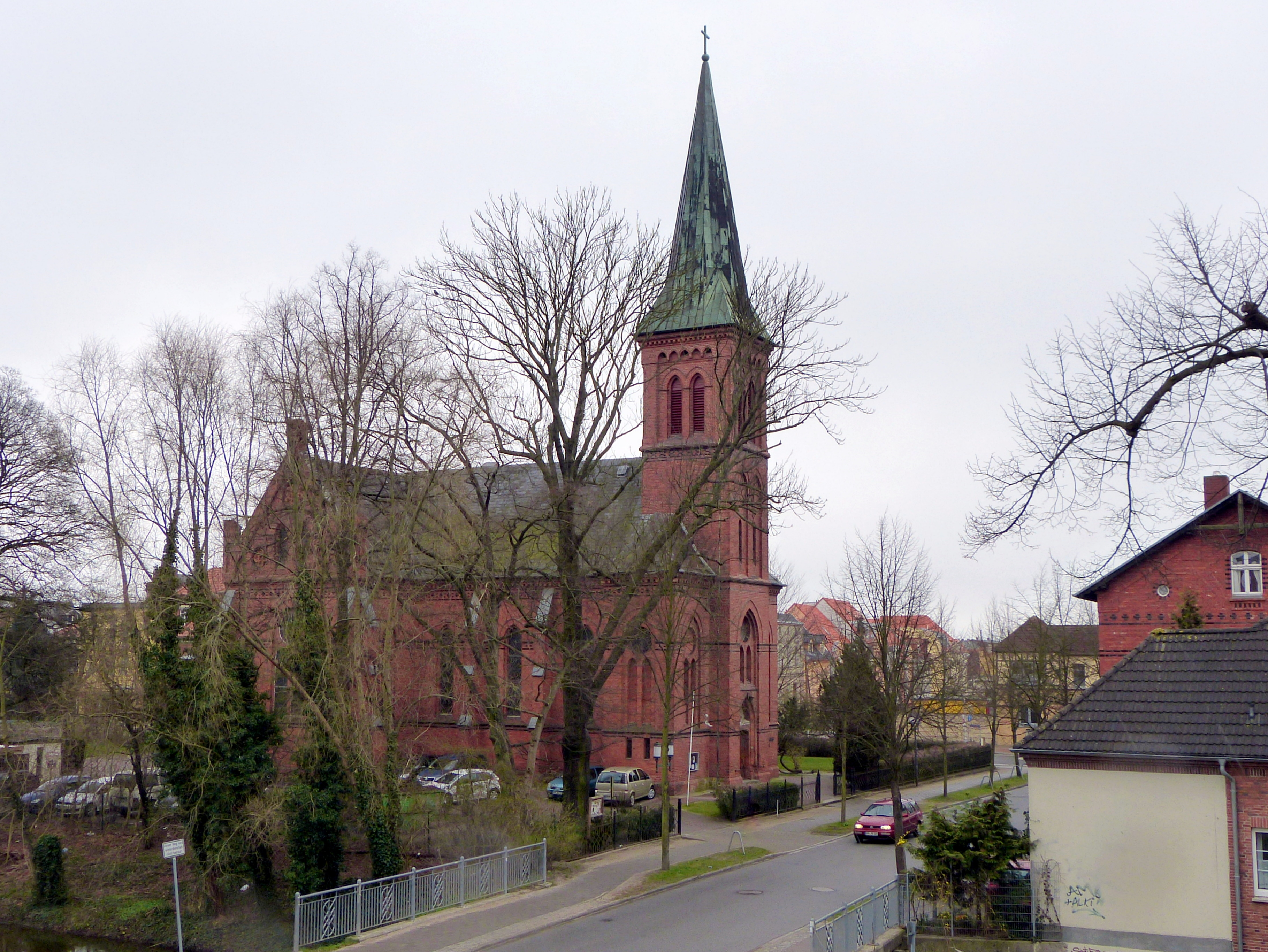
St. Joseph

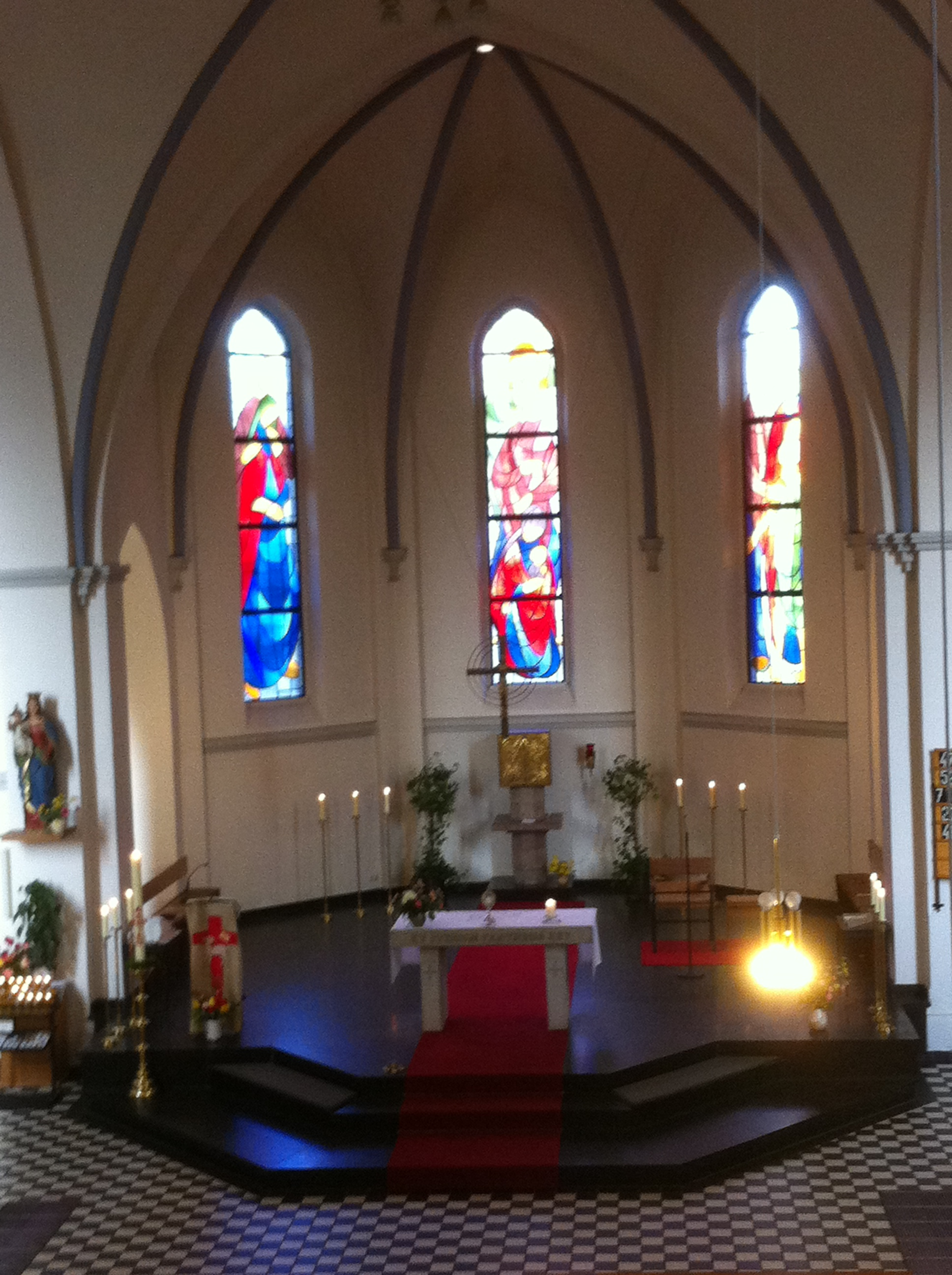
Blick zum Altar

Die römisch-katholische Propsteikirche Sankt Joseph in Greifswald ist ein neugotischer Backsteinbau und liegt am südlichen Rand der Altstadt Greifswalds an der Ecke Bahnhofstraße/Rubenowstraße. Sie trägt das Patrozinium des heiligen Josef von Nazaret, des Bräutigams von Maria, der Mutter Jesu.

## Geschichte
Auf Initiative katholischer Studenten aus Westfalen, dem Rheinland und Schlesien wurde die St.-Josephs-Kirche ab 1869, dem Jahr der Grundsteinlegung, nach Plänen des Architekten Hugo Schneider als Missionskirche zu Ehren des Papstes Pius IX. in Greifswald errichtet. Katholische Professoren und Studenten der Universität Greifswald sowie die vor allem aus Polen stammenden Erntehelfer, die in der Erntezeit in großer Zahl in der Landwirtschaft Pommerns tätig waren, stifteten die finanziellen Mittel für den Bau der Kirche. Die Benediktion fand am 15. November 1871 statt. Zu diesem Anlass wurde in der heiligen Messe in deutscher und polnischer Sprache gepredigt.
Von 1929 bis 1943 war der Theologe und Widerstandskämpfer Alfons Maria Wachsmann Pfarrer an der Kirche. Er sorgte für eine expressionistisch orientierte Umgestaltung der Kirche, die daraufhin am 1. Mai 1932 durch Bischof Christian Schreiber konsekriert wurde. Wachsmann bezog früh Stellung gegen den Nationalsozialismus, in dem er ein „Folterwerkzeug der Unfreiheit“ sah. Wegen seiner offenen Ablehnung des Nationalsozialismus wurde er von Studenten in Zusammenhang mit dem „Fall Stettin“ denunziert, von der Gestapo 1943 verhaftet, vom Volksgerichtshof zum Tode verurteilt und am 21. Februar 1944 in Brandenburg-Görden hingerichtet. Er wurde 1984 in einem Ehrengrab an der St.-Josephs-Kirche beigesetzt.
1992 wurde die Kirche zur Propsteikirche erhoben, um einen Mittelpunkt für die Katholiken Vorpommerns zu schaffen; erster Propst wurde Msgr. Georg Bengsch (1969–1996), der Bruder des ehemaligen Berliner Erzbischofs Alfred Kardinal Bengsch. Seit 2020 ist sie Pfarrkirche der neugegründeten Pfarrei St. Otto.

## Architektur und Ausstattung
Die Kirche ist ein neugotischer Backsteinbau mit Querhaus, einem polygonal geschlossenen Chor, mit einem Westturm mit schmalen Seitenhallen. Zwischen dem Chor und dem südlichen Querhausflügel befindet sich die Sakristei. Eine offene polygonale Taufkapelle schließt sich an die Ostwand des nördlichen Querhausflügels an. Der Westturm hat vier Geschosse und einen spitzen Helm, der nach oben vom Viereck zum Achteck überführt wird. Am westlichen Spitzbogenportal befinden sich die Figuren des lehrenden und des segnenden Jesus Christus.
Im Kircheninneren wird ein Kreuzrippengewölbe von barockisierenden Pilastern getragen, das Chorgewölbe ist sechsteilig. Große flache Spitzbogenblenden sind in die Wände des Chors und des Querhauses eingelassen.
Die Ausstattung stammt im Wesentlichen aus der Amtszeit des Pfarrers Alfons Maria Wachsmann. Erhalten sind der Tabernakel, das Kreuz, der Altar mit der Aufschrift „Et iterum venturus est“, eine expressionistische Figur des Auferstandenen Christus und ein von Martin Pautsch gemalter Kreuzweg.
Der Altarraum wurde in den Jahren von 1974 bis 1977 umgestaltet, außerdem wurden eine neue Empore und neues Gestühl eingebaut. 1986 erhielt die Kirche eine neue Orgel. 1990/1991 wurden drei Altarfenster mit Szenen aus dem Leben Mariens eingebaut, die auf Entwürfen Rudolf Brückner-Fuhlrotts von 1970 bei veränderter Farbgestaltung basieren.
1999 wurde die Kirche erneut saniert, dabei wurde eine neue Warmluftheizung eingebaut, der Fußboden erneuert und auch der Altarraum leicht verändert.

## Orgel

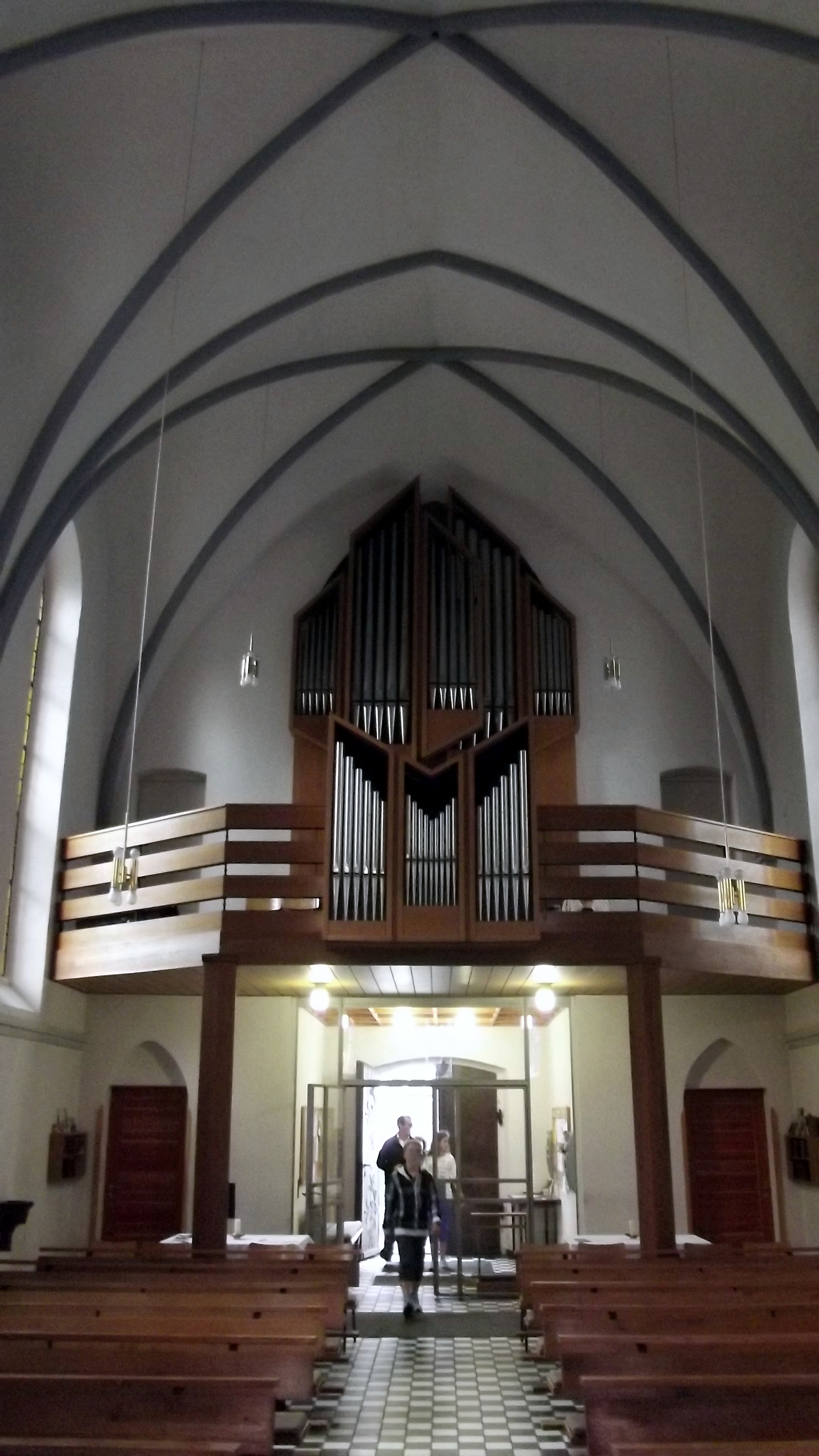
Orgel

Eine Innenrenovierung und der Neubau der Orgelempore führten dazu, dass die heutige Orgel erst 1986 vom VEB Orgelbau Dresden (Jehmlich) aufgestellt werden konnte; sie ist das Opus 1056 der Firma Jehmlich.
Das Instrument verfügt heute über 17 Register auf zwei Manualen und Pedal.
Die Orgel weist folgende Disposition auf:
| I Hauptwerk C–g3 |            |    |
| 1.               | Gemshorn   | 8′ |
| 2.               | Prinzipal  | 4′ |
| 3.               | Nachthorn  | 4′ |
| 4.               | Blockflöte | 2′ |
| 5.               | Mixtur IV  |    |
| 6.               | Trompete   | 8′ |
|                  | Tremulant  |    |

| II Rückpositiv C–g3 |                |        |
| 7.                  | Gedackt        | 8′     |
| 8.                  | Dulzflöte      | 4′     |
| 9.                  | Prinzipal      | 2′     |
| 10.                 | Nasat          | 2 ⁄3′  |
| 11.                 | Terz           | 1 3⁄5′ |
| 12.                 | Zimbel III–V   |        |
| 13.                 | Regalkrummhorn | 8′     |
|                     | Tremulant      |        |

| Pedal C–f1 |              |     |
| 14.        | Subbaß       | 16′ |
| 15.        | Prinzipalbaß | 8′  |
| 16.        | Pommer       | 4′  |
| 17.        | Fagott       | 16′ |

- Koppeln: II/I, I/P, II/P

## Pfarrer / Pfarradministratoren
Folgende Pfarrer und Pfarradministratoren waren (sind) in der Gemeinde tätig:
| Name                                    | Amtszeit  |
| Pfr. Carl Thomas                        | 1851–1866 |
| Pfr. Joseph Priesnitz                   | 1866–1884 |
| Pfr. Carl Florian                       | 1884–1887 |
| Pfr. Joseph Bachstein                   | 1887–1889 |
| Pfr. Josef Struif                       | 1890–1905 |
| Pfr. Paul Jüttner                       | 1905–1907 |
| Pfr. Robert Grelich                     | 1917–1924 |
| Pfr. Robert Plonka                      | 1925–1928 |
| Pfr. Alfons Maria Wachsmann             | 1929–1943 |
| Kpl. Heinrich Endres Pfarradministrator | 1943–1946 |
| Pfr. Johannes Opfermann                 | 1946      |
| Pfr. Gerhard Lorenz                     | 1946–1969 |
| Pfr. Msgr. Georg Bengsch                | 1969–1996 |
| Pfr. Michael Pietrus                    | 1996–2010 |
| Kpl. Bruno Monn Pfarradministrator      | 2011–2012 |
| Pfr. Frank Hoffmann                     | seit 2012 |